# Festoen
Een festoen of guirlande is een versiering met fruit, bladeren en/of bloemen in de vorm van een slinger die aan de uiteinden omhoog worden gehouden door linten of medaillons. Soms wordt voor de vorm zonder linten aan de uiteinden de term guirlande gebruikt en voor de vorm met linten, manchetten en afhangende uiteinden festoen. 
Naast de horizontale festoen en guirlande bestaat ook de afhangende festoen. Dit is een vorm die op een punt aan een lint is opgehangen en daardoor verticaal afhangt. Het is een veelgebruikt motief in de ornamentkunst. Een voorbeeld van afhangende festoenen is het decoratieprogramma van het Paleis op de Dam in Amsterdam.
De gebruikte thema's voor een festoen of guirlande zijn over het algemeen bloemen, bladeren (loofwerk), ranken en vruchten. Minder vaak komen vormen voor met schelpen of andersoortige objecten. 

## Toepassing
Tijdens de renaissance, de barok en de Lodewijk XVI-stijl gebruikte men festoenen en guirlandes in gesneden (hout) of gehouwen (steen) vorm ter versiering van kapitelen, raampartijen, frontons en pilasters (afhangend festoen). Barokkerken zoals de Sint-Michielskerk in Leuven voorzag men van klauwstukken van gebeeldhouwde festoenen.
Vooral rond Kerstmis wordt een guirlande gebruikt als versiering bij een voordeur, trap, op een schouw van een open haard, tafel of dressoir. Hiervoor wordt kerstgroen zoals takken van een dennenboom, buxus of conifeer gebruikt.

## Spanguirlande
In een schildersdoek ontstaan bij het opspannen boogjes in de vezels. Bij het prepareren van het doek met lijm worden deze boogjes in het doek gefixeerd. Aan deze spanguirlandes is te zien of een schilderij nog het originele formaat heeft.